# Aeroscopia
O Aeroscopia é um museu da aviação francês em Blagnac (Haute-Garonne), perto de Toulouse. Em particular, ele abriga dois espécimes do Concorde. A inauguração ocorreu em 14 de janeiro de 2015.

## Imagens

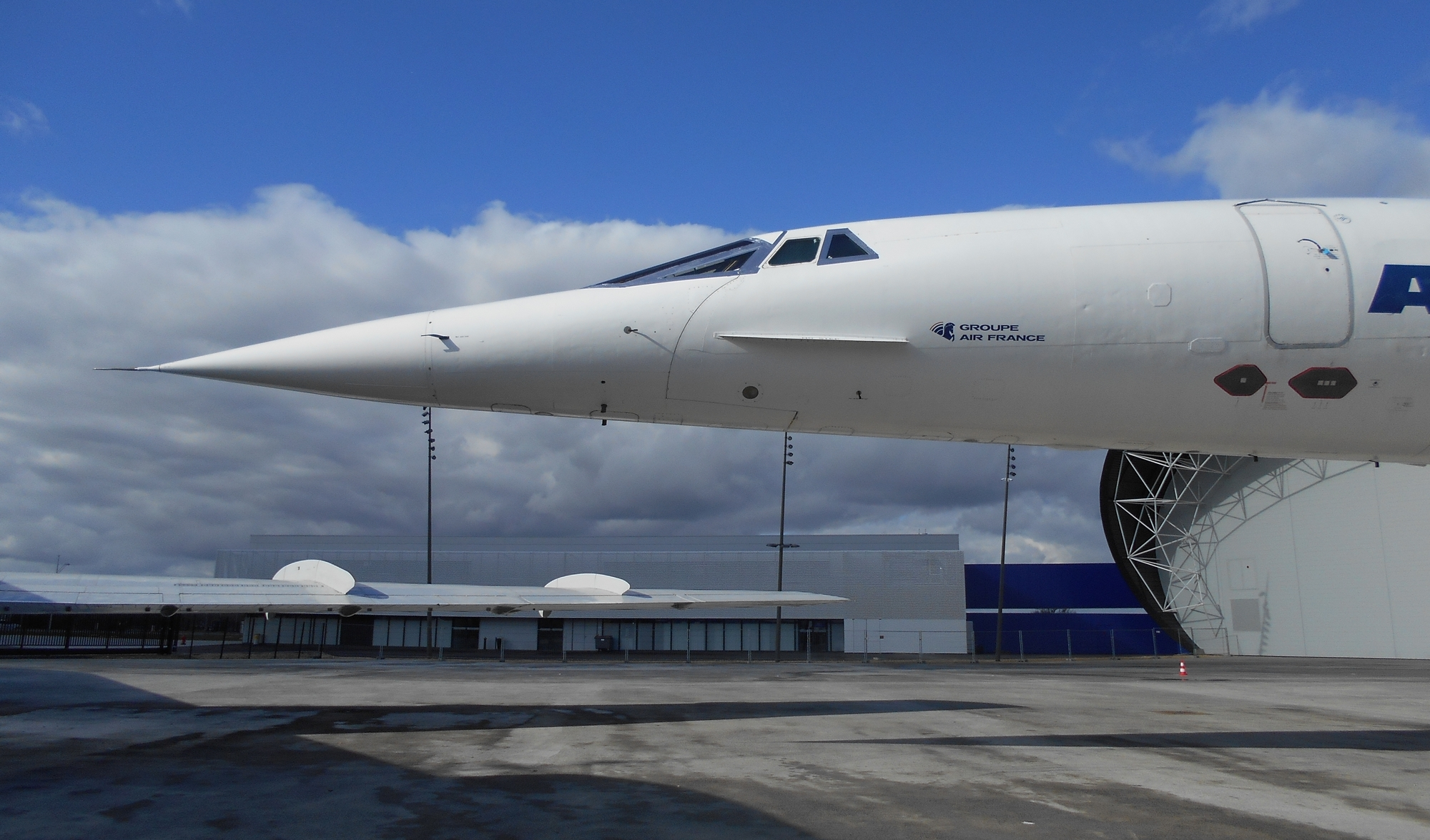
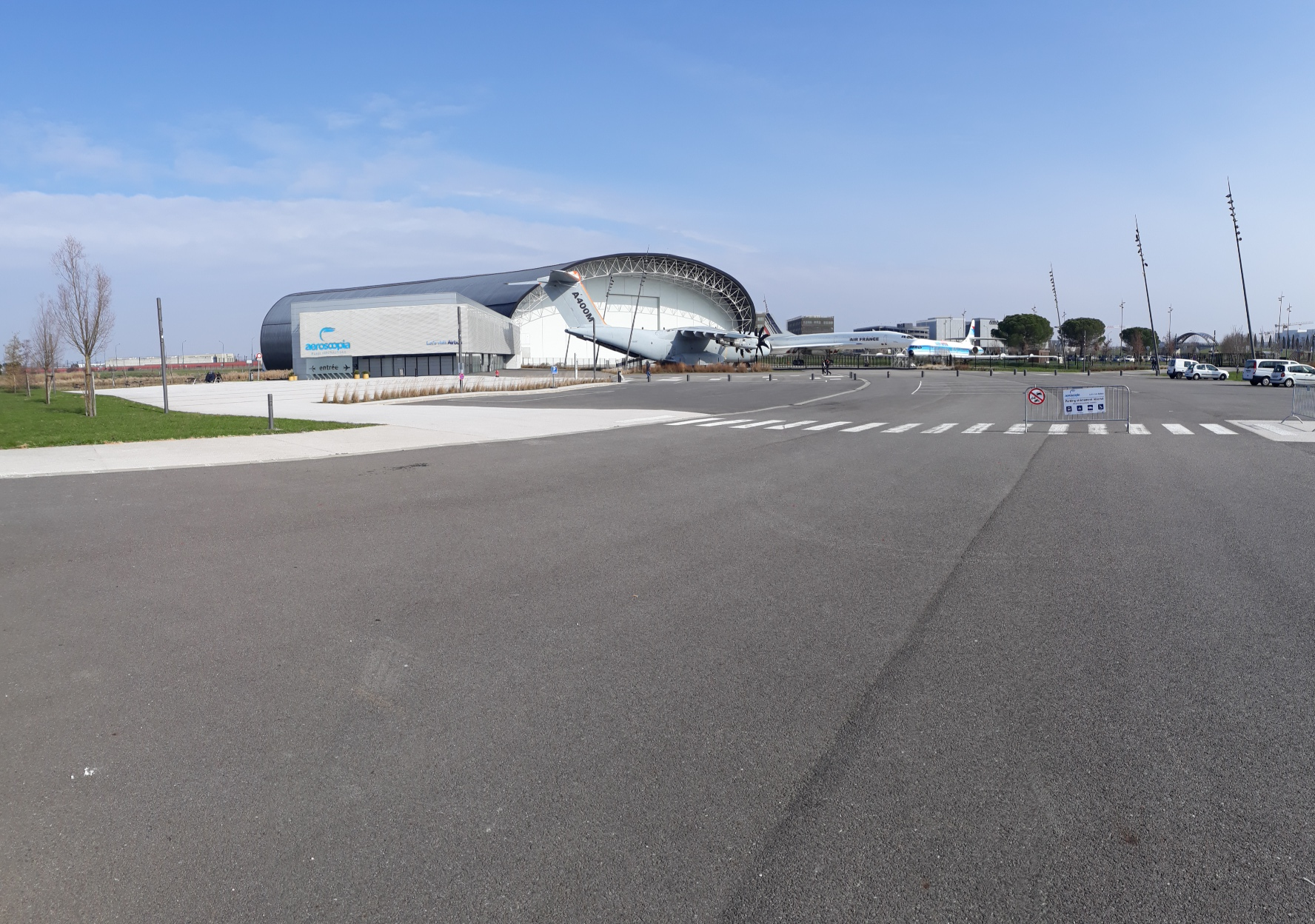
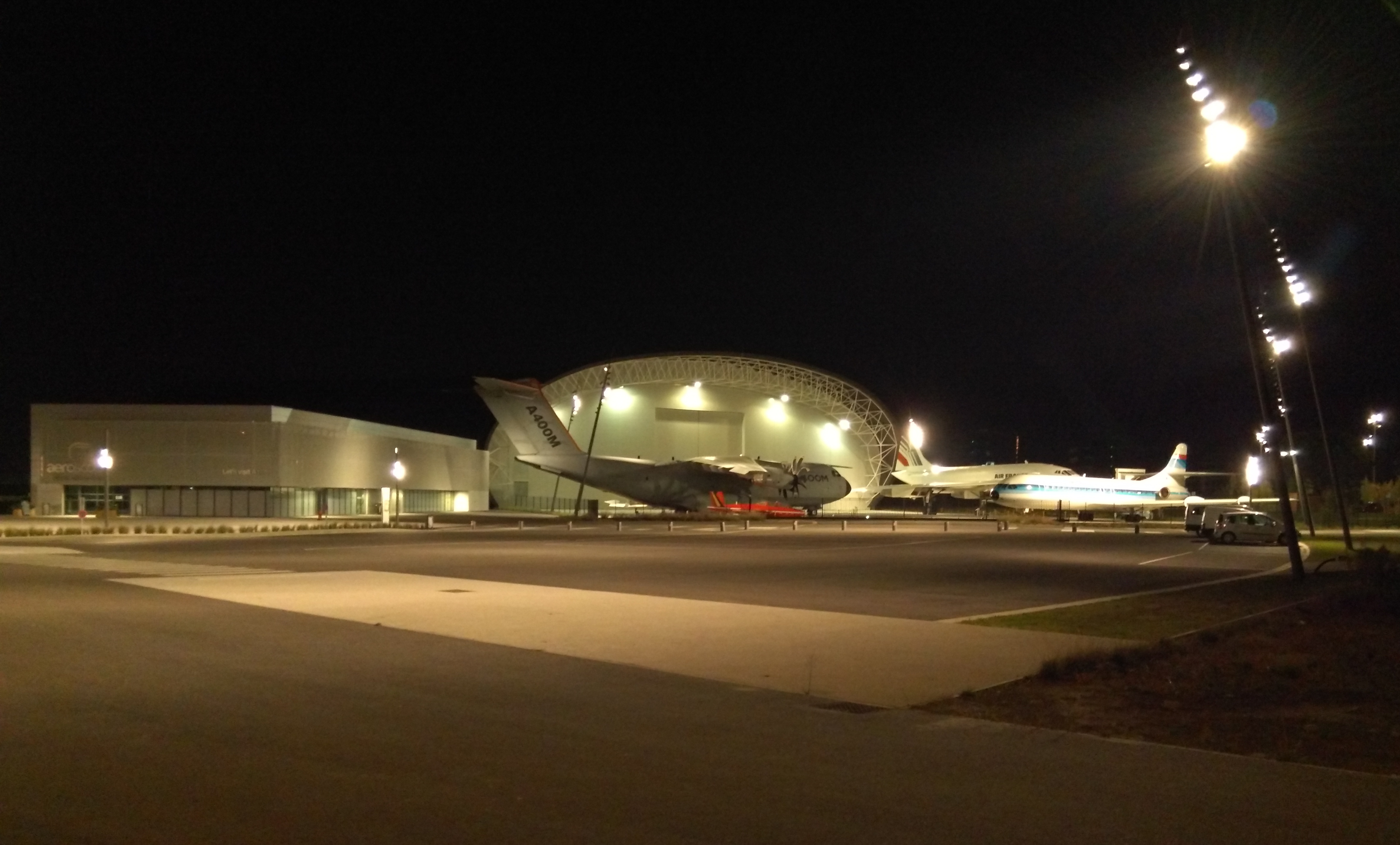